# Федька-халамидник
«Фе́дька-халами́дник» (укр. Федько́-халами́дник; досл.: «Фе́дька-сорване́ц») — рассказ украинского писателя, политического и общественного деятеля Владимира Винниченко, написанный в 1911 году.

## Содержание
Федька был бесшабашным парнем. Он мог выбить из рогатки оконное стекло, разрушить песчаный дом, отобрать у кого-то воздушного змея, подраться со сверстниками и тому подобное. Из-за нешуточной силы драться с Федькой было бесполезно, лишь отец, узнав о выходках сына, нередко порол его ремнём. Вместе с тем Федька не любил врать и не выдавал товарищей, за что его уважали сверстники и взрослые. За то, что честно признавался в содеянном, отец дарил ему копейку.
Толя — сын хозяина, у которого снимали жильё родители Федьки. В противоположность Федьке, он был хрупкий и слабохарактерный мальчик, который хотел быть смелым, сильным, авторитетным, как Федька. Родители Федьки запрещали ему общаться с Толей. Но Федька всякий раз подстрекал Толю своими поступками на нетипичное для этого деликатного мальчика поведение. Весной, во время ледохода на реке, Федька похвастался перед другими ребятами, что помогал спасти доски с моста, который снёс лёд. Поразмыслив, Толя пошёл с остальными ребятами, Спиркой (Спиридоном) и Стёпкой (Степаном) посмотреть как плывёт лёд, прогуляв уроки в школе. Федька поспорил с Толей на ножик с костяной ручкой, что сумеет перебраться по льдинам на другой берег. А сам в случае неудачи пообещал отдать Толе живого чижика.
Несмотря на смертельную угрозу, Федька перебрался по льдинам с одного берега на другой, а потом вернулся обратно. Увидев, какой бесстрашный Федька, как восхищаются его смелостью люди, стоявшие на берегу, Толя незаметно для всех прыгнул на льдину. Но то, что с берега казалось ему лёгкой задачей, на самом деле оказалось непреодолимым препятствием. Он испугался, расплакался, начал просить о помощи. На помощь ему пришёл Федька, ему удалось вытолкнуть Толю на берег, а сам он упал в холодную воду, откуда Федьку вытащили Стёпка, Спирка и другие ребята.
Узнав об опасных забавах, отец Толи сильно разгневался. Федька, пожалев Толю, взял всю вину на себя. Вечером отец Федьки, несмотря на сильный жар и кашель у парня, выпорол его за содеянное. Проведя три дня в горячке, Федька скончался. На его похороны пришли все друзья, ребята с соседних улиц. А Толя выглядывал из окна — ему было интересно, как будут хоронить халамидника — и играл с чижиком, которого забрал у матери Федьки, соврав, что он его выиграл.

## Особенности произведения
Рассказ принадлежит к серии произведений Владимира Винниченко о детях. Оно построено на контрастах, прежде всего социальных. Так, Федька — сын рабочего в типографии, тогда как Толя — сын людей из высшего слоя общества, на чём основываются предубеждения других персонажей относительно них. Несмотря на негативные отзывы о Федьке со стороны его родителей и соседей, он всё же вызывает симпатию, особенно противопоставляясь Толе, который имеет хорошую репутацию, но лживый и трусливый, что дополняется физической хилостью. Шалости Федьки требуют мужества и силы воли, а своё главное правило — не врать — он не нарушает вплоть до случая с Толей. Однако даже там он говорит, будто бы толкнул Толю на льдину, только чтобы спасти Толю от наказания отцом, и тем самым сохранить его хорошую репутацию. Толя при этом предстаёт человеком неблагодарным, даже подлым, скрывая правду. За внешними негативными чертами Федьки обнаруживаются положительные, зато с Толей происходит наоборот. В то же время оба мальчика стремятся сохранить свой образ. Правда, Толя — по эгоистическим соображениям, а Федька — по альтруистическим.
Разбойничество Федьки — это форма самовыражения, отрицания спокойствия, протест против угнетения его как личности. Смерть Федьки интерпретируется как следствие взаимной отстранённости парня от взрослых, которые не желают помогать «халамиднику», «сорванцу», когда тот оказывается в опасности.
По мнению украинского литературоведа Владимира Панченко, «Федька-халамидник» — биографический рассказ, «автопортрет». В нем скрыта история конфликта самого Винниченко с другими украинскими писателями и противопоставление Украины Российской империи. Сам Винниченко предстает как Федька, а его негативные характеристики намекают на конфликт с друзьями и сторонниками начиная с 1907 года, когда Евгений Чикаленко, Сергей Ефремов, Леся Украинка, Симон Петлюра, Владимир Леонтович и другие критиковали Винниченко за экспериментирование в сфере «новой морали», вдохновлённой творчеством Фридриха Ницше, за избыток публицистики в пьесах и романах, «проповедничество». Примечательна его резкая реакция на отказ русского писателя Максима Горького публиковать его рассказы «То же самое». Когда тот отказал, Винниченко решил не публиковать произведение и на украинском: «Я не хочу, чтобы в украинской литературе появлялось что-то моё, чего не захотели бы в русской литературе. Украинская литература не должна быть помойкой, куда можно сбрасывать все негодное». Как и его персонаж Федька, Винниченко высоко ценил самоутверждение, в частности признание украинцев нацией, равной другим великим нациям. Здесь следует заметить, что Винниченко был сторонником социалистических идей, революции с уничтожением тогдашних господствующих общественных классов, и остался разочарованным, когда не получил поддержки среди своего окружения.